# Ceresium miserum
Ceresium miserum är en skalbaggsart som först beskrevs av Thomson 1878.  Ceresium miserum ingår i släktet Ceresium och familjen långhorningar.
Artens utbredningsområde är Haiti. Inga underarter finns listade i Catalogue of Life.